# Stegodyphus lineifrons
Espèce
Synonymes
- Stegodyphus affinis Tullgren, 1910

Stegodyphus lineifrons est une espèce d'araignées aranéomorphes de la famille des Eresidae.

## Distribution
Cette espèce se rencontre en Afrique de l'Est.

## Description
La femelle holotype mesure 15 mm.

## Publication originale
- Pocock, 1898 : On the scorpions, spiders and solpugas collected by Mr C. Stuart Betton in British East- Africa. Proceedings of the Zoological Society of London, vol. 1898, p. 497-524 (texte intégral).